# Берхомут
Берхомут, Бергамыт (баш. Берғамыт) — карстовый источник, относится к типу восходящих напорных родников. Расположен в 600 м южнее деревни Хазиново (Ишимбайский район).
Вытекает из карбонатных пород, слагающих г. Тирментау. По химическому составу вода источника гидрокарбонатно-кальциевая. Источник расположен на абсолютной высоте 219,5 м, что на 60 м выше самой высокой — западной отметки, и на 90 м самой низкой — восточной отметки Стерлитамака. Поэтому в декабре 1973 года часть источника была каптирована бетонным саркофагом, воды подаются трубопроводом на расстояние 50 км в Стерлитамак.
Воды источника впадают в реку Хажиновская Шида.
Из воды родника варится пиво «Берхомут».
По описанию путешественника и естествоиспытателя И. И. Лепёхина (1770), уровень воды был поднят земляной плотиной высотой около 4 м, на ней работала мельница с двумя жерновами.
Перед Великой Отечественной построена ГЭС мощностью 25 кВт.